# Медведовка (Мордовия)
Медведовка — поселок разъезда в составе  Красносельцовского сельского поселения Рузаевского района Республики Мордовия.

## География
Находится у железнодорожной линии Рузаевка-Пенза на расстоянии примерно 8 километров по прямой на юг от районного центра города Рузаевка.

## История
Известен с 1869 года учтен как  владельческая деревня Инсарского уезда из 17 дворов, название по фамилии владельцев.

## Население
Постоянное население составляло 16 человек (русские 100%) в 2002 году, 9 в 2010 году .